# Марі-Кужери
Марі́-Куже́ри (рос. Мари-Кужеры, марій. Марий Кужер) — присілок у складі Моркинського району Марій Ел, Росія. Входить до складу Моркинського міського поселення.

## Населення
Населення — 168 осіб (2010; 192 у 2002).
Національний склад (станом на 2002 рік):
- марійці — 64 %
- лучні марійці — 36 %